# Campionati arabi di lotta 1987
I campionati arabi di lotta 1987 si sono svolti a Baghdad, in Iraq, il 25 novembre 1987.

## Podi

### Lotta libera
| Evento | Oro                   | Argento              | Bronzo                  |
| 48 kg  | Samir Salah Al Obaidi | Ahmed Abdullah       | Abdllah Hoassan         |
| 52 kg  | Neas Lazam            | Mansour Doweas       | Faouaj Abd El Monam     |
| 57 kg  | Marawan Suheal        | Murad                | Usama Mohammed Al Taher |
| 62 kg  | Khuder Abbas          | Abdlkalek Bahtoon    | Salam Kalas             |
| 68 kg  | Heatham Ghaloop       | Mohsaan Abu Al Kafar | Mouaed Theab            |
| 82 kg  | Mohamed Abd Els Satar | Mohamed Shani        | Raje Saaed              |
| 100 kg | Abd al Rahamn         | Naser Kalwfa         | Ali Jaber               |

## Medagliere
Paese ospitante.
| Pos.   | Paese     | Oro | Argento | Bronzo | Totale |
| ------ | --------- | --- | ------- | ------ | ------ |
| 1      | Iraq      | 7   | 0       | 0      | 7      |
| 2      | Egitto    | 0   | 3       | 5      | 8      |
| 3      | Tunisia   | 0   | 3       | 0      | 3      |
| 4      | Sudafrica | 0   | 1       | 0      | 1      |
| 5      | Palestina | 0   | 0       | 1      | 1      |
| 5      | Yemen     | 0   | 0       | 1      | 1      |
| Totale | Totale    | 7   | 7       | 7      | 21     |